# Misteri (romanzo)
Misteri (titolo originale in norvegese Mysterier) è un romanzo dello scrittore premio Nobel per la letteratura Knut Hamsun, pubblicato nel 1892 in originale. Il libro racconta la storia di un personaggio istintivo e poco convenzionale, e dello scompiglio creato dal suo arrivo in una piccola cittadina costiera norvegese, in cui decide di stabilirsi.

## Trama
Fin dal momento del suo arrivo nella piccola cittadina norvegese, il signor Nagel non riesce davvero a passare inosservato, dimostrandosi anzi subito una persona decisamente fuori dall'ordinario. Non che serva molto spirito d'osservazione per capirlo, visto che questo singolare personaggio fa di tutto per farsi notare, comportandosi in maniera bizzarra e sconveniente, lasciando interdetti e confusi tutti quelli che hanno l'occasione di conoscerlo. Impossibile infatti farsi un'idea precisa di questa persona che sembra non parlare mai completamente sul serio, tantomeno di sé stesso, mescolando in continuazione racconti fantastici ed affermazioni contraddittorie, in cui il falso ed il vero sembrano danzare e mescolarsi in maniera inscindibile. Il signor Nagel sembra infatti vivere in un mondo a parte, dove infuria la battaglia costante tra il proprio istinto sfrenato ed un mondo esterno basato sul rispetto di convenzioni rigide che egli non è disposto, o non è in grado di accettare. Probabilmente per questo preferisce tenere nascosti anche i propri slanci di generosità, a voler evitare comunque e sempre il giudizio altrui, anche e soprattutto quando benevolo. Ma ben presto la situazione si complica, dal momento in cui conosce la signorina Dagny Kielland, fresca fidanzata di un ufficiale di marina, innamorandosene perdutamente. Una passione a cui non è assolutamente in grado di resistere, ma che non può essere corrisposta, malgrado i tentativi fatti per incrinare le salde convinzioni della giovane donna. E il fragile equilibrio di quest'uomo si perde definitivamente, trascinandolo in una spirale di incoerenza e delirio il cui atto finale è l'uscita da questo mondo, inadatto a contenere il suo tormento.

## Personaggi
- Johan Nilsen Nagel. Giovane uomo dotato di una personalità esuberante ed insofferente verso ogni tipo di convenzione, generoso ed allo stesso tempo sprezzante verso il giudizio altrui. L'amore per la giovane Dagny gli risulterà fatale.
- Dagny Kielland. Ragazza di grande fascino e a cui gli uomini non riescono a rimanere insensibili, talora fino alle estreme conseguenze.
- Johannes Grögaard. Da tutti chiamato Minuto, considerato lo scemo del villaggio e trattato da molti come tale, si rivela una persona semplice e gentile che la vita ha colpito pesantemente.
- Martha Gude. Vedova indigente ma capace di conservare la propria dignità nella povertà, verrà beneficata dal nuovo arrivato, da cui però sfuggirà, spaventata da tanta eccessiva incoerenza.
- Dottor Stenersen. Nutre molto più interesse per la politica che per qualunque altra cosa, disprezzando tutto ciò che è irrazionale e umorale.

## Edizioni italiane
- Knut Hamsun, Misteri, traduzione di Attilio Veraldi, Rizzoli, 1989, ISBN 88-17-16730-4.